# دعم قتالي
في الجيش الأمريكي، يشير مصطلح الدعم القتالي (Combat Support) إلى الوحدات التي توفر الدعم الناري والمساعدة العملياتية للعناصر القتالية. تقوم وحدات دعم القتال بتقديم وظائف دعم متخصصة للوحدات القتالية في المجالات التالية:
- الحرب الكيميائية (Chemical Warfare)
- الهندسة القتالية (Combat Engineering)
- الاستخبارات العسكرية (Military Intelligence)
- الأمن (Security)
- الاتصالات (Communications)[1]

يجب عدم الخلط بين دعم القتال ودعم الخدمات القتالية (Combat Service Support). تركز وحدات دعم القتال على تقديم الدعم العملياتي للوحدات القتالية، بينما تركز وحدات دعم الخدمات القتالية على تقديم الدعم اللوجستي للوحدات القتالية. تُعرف الوحدات القتالية الفعلية مجتمعة باسم وحدات الأسلحة القتالية (Combat Arms)؛ وبالتالي، فإن جميع وحدات الجيش تقع ضمن فئة إما أسلحة قتالية، أو دعم قتالي، أو دعم خدمات قتالية.

## الجيش الأمريكي
حاليًا، تستخدم العقيدة التنظيمية للجيش الأمريكي التصنيفات التالية: "المناورة، النيران والتأثيرات" (Maneuver, Fires and Effects - MFE) و"دعم العمليات" (Operations Support - OS) لتجميع فروع دعم القتال السابقة في مجالات وظيفية تشمل: دعم المناورة؛ القوات الخاصة؛ عمليات الشبكة والفضاء؛ والاستخبارات، المراقبة، والاستطلاع.
ضمن الجيش الأمريكي، كانت الفروع التقليدية لدعم القتال هي/تشمل:
- سلاح الحرب الكيميائية (Chemical Corps) (خدمة الحرب الكيميائية 1918 / سلاح الحرب الكيميائية 1945)
- سلاح الاستخبارات العسكرية (Military Intelligence Corps) (1962)
- سلاح الشرطة العسكرية الأمريكي (United States Army Military Police Corps) (1941)
- سلاح الإشارة الأمريكي (United States Army Signal Corps) (1860)

قبل أن يتوقف الجيش الأمريكي عن استخدام نظام تصنيف الأسلحة القتالية / أسلحة دعم القتال / أسلحة دعم الخدمات القتالية في عام 2008، كانت الفروع التالية مصنفة كأسلحة دعم قتالي منذ العام المحدد. (ملاحظة: طيران الجيش والمهندسون هما في الواقع فروع أسلحة قتالية تشمل أدوار دعم القتال ودعم الخدمات القتالية.)
- طيران الجيش (1983)

- سلاح الشؤون المدنية (Civil Affairs Corps) (2006)
- سلاح العمليات النفسية (Psychological Operations Corps) (عمليات الدعم المعلوماتي العسكري) (2006)
- سلاح المهندسين (1775)[4][5]

## قوات مشاة البحرية الأمريكية
تحدد عقيدة قوات مشاة البحرية الأمريكية جميع قوات عنصر القتال البري (Ground Combat Element - GCE)، باستثناء المشاة، بما في ذلك المدفعية الميدانية، والبرمائيات الهجومية، ومهندسي القتال، والاستطلاع المدرع الخفيف، والاستطلاع، والدبابات (قبل أن تتخلص قوات مشاة البحرية من جميع الدبابات بحلول نهاية عام 2021)، على أنها دعم قتالي. تتمثل المهمة الأساسية لجميع وحدات دعم القتال في قوات مشاة البحرية في دعم المشاة مباشرة.
لا تمتلك قوات مشاة البحرية "سلاحًا كيميائيًا" منفصلًا، بل تقوم بتعيين أفراد متخصصين في الحرب النووية والبيولوجية والكيميائية (NBC) (ضباط ومجندين) في قسم العمليات بكل كتيبة من عنصر القتال البري. كما تحتفظ قوات مشاة البحرية بكتيبة بحجم كتيبة تُعرف باسم قوة الاستجابة للحوادث الكيميائية والبيولوجية (Chemical Biological Incident Response Force - CBIRF) كجزء من قوة المشاة البحرية الاستكشافية الثانية (II Marine Expeditionary Force - II MEF)، المسؤولة عن تنفيذ مهمة إدارة عواقب الحوادث الكيميائية والبيولوجية والإشعاعية والنووية والمتفجرات عالية القوة (CBRNE).
تُصنف وحدات الاستخبارات العسكرية في قوات مشاة البحرية الأمريكية (كتائب الاستخبارات)، والشرطة العسكرية (كتائب إنفاذ القانون)، والإشارة (كتائب الاتصالات)، بالإضافة إلى كتائب الراديو (استخبارات الإشارة والحرب الإلكترونية)، ووحدات الاتصال بين الطيران والمدفعية البحرية، ووحدات الاستطلاع القتالي، والعمليات النفسية، والشؤون المدنية، ووحدات الشؤون العامة، على أنها وحدات عنصر القيادة (Command Element - CE) (C4ISTAREW) ويتم تصنيفها بشكل منفصل عن وحدات دعم القتال في عنصر القتال البري (GCE).
جميع أسراب طيران مشاة البحرية (أسراب الطائرات) ووحدات دعم الطيران (مثل مقار الأجنحة، وقيادة الطيران التكتيكي، والتحكم الجوي، والدعم الجوي، والاتصالات، واللوجستيات الجوية، ودعم الأجنحة الأرضية)، بالإضافة إلى كتائب الدفاع الجوي على الارتفاعات المنخفضة، تعتبر جزءًا من عنصر القتال الجوي (Aviation Combat Element - ACE).
في قوات مشاة البحرية، يتم تنفيذ مهام دعم القتال الخاصة بطيران الجيش مثل استطلاع ساحة المعركة، واستخبارات الإشارة، ودعم طائرات الهليكوبتر الهجومية، من خلال عنصر القتال الجوي (ACE) عبر وظائف طيران مشاة البحرية التي تشمل الاستطلاع الجوي، والحرب الإلكترونية، ودعم الهجوم. (أما الوظائف الثلاث المتبقية لطيران مشاة البحرية فهي: الدعم الجوي الهجومي، وحرب مضادة للطائرات، والتحكم في الطائرات والصواريخ.)
دعم الخدمات القتالية (Combat Service Support - CSS)، المعروف في قوات مشاة البحرية باسم عنصر القتال اللوجستي (Logistics Combat Element - LCE)، مسؤول عن تقديم الدعم اللوجستي المباشر لوحدات عنصر القتال البري (GCE) والدعم اللوجستي العام في جميع أنحاء قوة المهام الجوية البرية البحرية (MAGTF). توفر كتائب اللوجستيات القتالية (Combat Logistics Battalions - CLBs) النقل الآلي، وتوزيع الإمدادات، ودعم الإنزال (مثل التعامل مع المواد) مباشرة إلى وحدات GCE المخصصة، بينما توفر شركات اللوجستيات القتالية (Combat Logistics Companies - CLCs) الدعم اللوجستي المباشر لوحدات عنصر القتال الجوي (ACE) المخصصة. (يحتوي عنصر القتال الجوي أيضًا على نوعين متخصصين من وحدات دعم الخدمات القتالية، وهما أسراب اللوجستيات الجوية البحرية (Marine Aviation Logistics Squadrons - MALS) وأسراب دعم الأجنحة البحرية (Marine Wing Support Squadrons - MWSS)). تقوم أسراب اللوجستيات الجوية البحرية (MALS) بتقديم الصيانة المتوسطة المباشرة للطائرات، وإمدادات الطيران، ودعم ذخائر الطيران لأسراب الطائرات المخصصة، بينما توفر أسراب دعم الأجنحة البحرية (MWSS) خدمات المطار لمجموعة طائرات بحرية مخصصة (Marine Aircraft Group - MAG)). توفر كتائب الإمداد، والصيانة، ودعم النقل، ودعم المهندسين، والطبية، وطب الأسنان الدعم اللوجستي العام في جميع أنحاء قوة المهام الجوية البرية البحرية (MAGTF).